# Kalk Bay

Panorama di Kalk Bay

Kalk Bay (Kalkbaai in afrikaans) è un villaggio di pescatori affaciato sulla False Bay in Sudafrica. Posizionato tra i centri abitati di Fish Hoek a sudovest di St James a nordest, oggi Kalk Bay costituisce a tutti gli effetti un sobborgo della vasta Città del Capo, rientrando nei confini della municipalità metropolitana di quest'ultima.
La linea ferroviaria che collega Città del Capo a Simon's Town attraversa questa località sin dal 1883. In certi tratti, i binari non passano che a pochi metri dall'oceano.
Delle importanti grotte si trovano nelle vicinanze, tra le montagne che sovrastano il villaggio. Queste hanno la particolarità di essere costituite di gres, fatto raro per formazioni geologiche di questo genere.

## Storia
La storia moderna di Kalk Bay comincia nel 1742, anno in cui la Compagnia olandese delle Indie orientali decide di servirsi della baia di Simon come sito d'ancoraggio per i mesi d'inverno australe (dal 15 maggio al 15 agosto). Ciò nonostante, l'accesso alla baia rimane molto difficoltoso e i terreni poco atti ad ospitare delle costruzioni per via della presenza di ripide falesie e di sabbie mobili. Il sito di Kalk Bay serve pertanto come piccolo porto provvisorio in attesa del completamento del vicino porto di Simonstown. Nel 1795 i britannici occupano la penisola del Capo e costruiscono una strada stabile tra Città del Capo e Simonstown. Kalk Bay attraversa quindi un periodo di crisi e di abbandono, fino a quando nel 1820, con lo sviluppo dell'attività della caccia alla balena, diventata nel frattempo la terza attività industriale più importante nella zona del Capo dopo l'agricoltura e la viticoltura, il piccolo villaggio torna ad essere frequentato.
La caccia alla balena assume dimensioni talmente grandi da provocare in breve tempo la quasi estinzione della popolazione delle balene che viveva nel limitrofo tratto di mare. Verso il 1835 l'economia Kalk Bay rientra in un periodo di stagnazione. Negli anni 1840, invece, un equipaggio filippino naufraga presso il capo di Buona Speranza e s'installa a Kalk Bay dove intraprende attività di pesca. Il numero di filippini residenti a Kalk Bay cresce fino al 1898, anno in cui gli americani entrano in possesso delle Filippine ed iniziano a favorire il rientro dei diversi rifugiati filippini nel loro paese natale. Una sessantina di famiglie di origine filippina (de la Cruz, Fernandez, Menigo o ancora Erispe) abita tuttora a Kalk Bay, a fianco dei numerosi discendenti di schiavi emancipatisi originari di Batavia e della Malesia. 

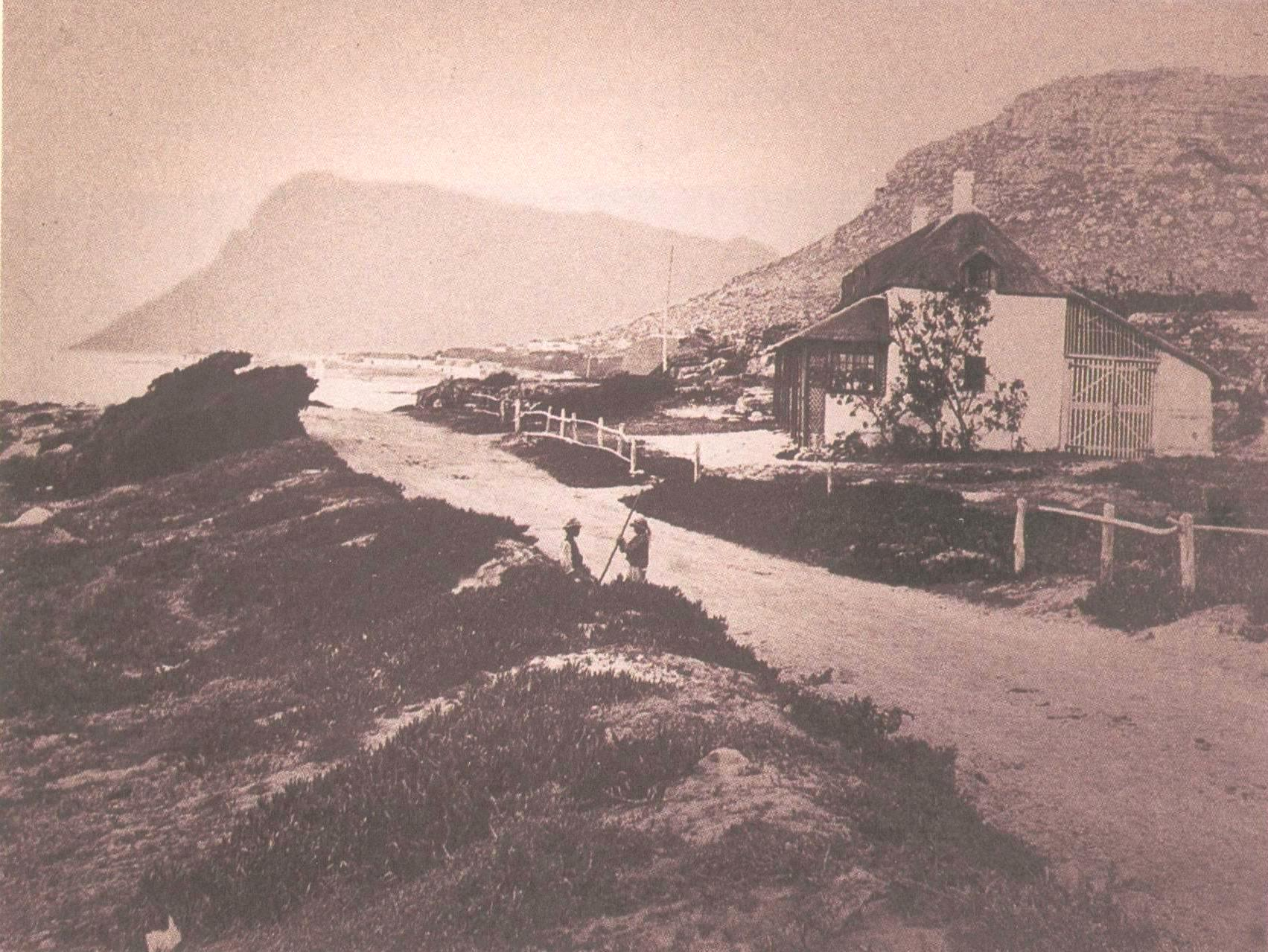
La via principale di Kalk Bay e il Beaufort Cottage nel 1880

L'arrivo della ferrovia nel 1883 modifica ancora una volta la fisionomia della località: il piccolo villaggio di pescatori vede infatti la costruzione di diverse seconde case, di pensioni, d'alberghi, di scuole e di negozi. Kalk Bay si fonde con il villaggio di Muizenberg nel 1897 per diventare la municipalità di Kalk Bay prima di essere integrato nella municipalità del Gran Capo nel 1913. Durante il periodo dell'apartheid l'area di Kalk Bay non è interessata da provvedimenti di messa in vigore del Group Areas Act.
Se al giorno d'oggi Kalk Bay mantiene la sua peculiarità di porto di pescatori nonostante la riduzione della fauna ittica e l'entrata in vigore di quote, essa è al tempo stesso conosciuta per i suoi negozi d'antiquariato, d'arte e delle pulci.

## Società
Kalk Bay ha più di 700 residenti, principalmente appartenenti al gruppo dei bianchi (54,57%) e a quello dei coloured (32,29%). I neri, gruppo etnico maggioritario in Sudafrica, rappresentano l'8,14% degli abitanti.
L'86,33% della popolazione utilizza come lingua madre l'inglese, il 10,29% l'afrikaans e lo 0,77% la lingua xhosa.